# Xenorhina parkerorum
Xenorhina parkerorum es una especie de anfibios de la familia Microhylidae.

## Distribución geográfica
Se encuentra en Nueva Guinea Occidental (Indonesia) y en Papúa Nueva Guinea.